# 카리페
카리페(이탈리아어: Carife)는 이탈리아 캄파니아주 아벨리노도의 코무네다.